# Joodsch Symphonie Orkest
Het Joodsch Symfonie Orkest (JSO) was een Nederlands symfonieorkest tijdens de Tweede Wereldoorlog. Het bestond uit zeventig Joodse musici, die uitsluitend werken van joodse componisten mochten uitvoeren. Het orkest mocht alleen in de Hollandse Schouwburg optreden, voor een uitsluitend joods publiek.
Het orkest was opgericht door Jan Goverts, nadat Lodewijk Ernst Visser voor die eer had bedankt. Omdat de Duitse bezetter er geen geld in wilde steken werd het gefinancierd door Bernhard van Leer.
Het orkest zou bestaan uit circa zeventig musici, deels afkomstig van het Concertgebouworkest. Zo werden Sam Swaap Léon Rudelsheim en Jo Hekster werden er concertmeester, Rosa Spier zat achter de harp en in het bestuur. Pianist werd er Paul Frenkel. Het oorspronkelijk idee was dat er behalve in Amsterdam ook in Rotterdam en Den Haag concerten zouden worden gegeven.  Uit het orkest kwam het "Joodsche Trio" (piano, viool, cello) voort.
Op 16 november 1941 speelde het zijn eerste concert. Elf maanden later werd het opgeheven. In de zomer van 1942 waren de deportaties begonnen; het orkest werd daardoor uitgedund, ook doken leden onder. De Hollandse Schouwburg werd tevens verzamelplaats voor de transporten naar kamp Westerbork en hierdoor werd daar optreden onmogelijk.
Den Haag kreeg overigens een soortgelijk kleiner Joodsch Orkest, dat maar één concert zou geven.